# Vouziers (tổng)
Tổng Vouziers là một tổng ở tỉnh Ardennes trong vùng Grand Est.
Tổng này được tổ chức xung quanh Vouziers ở quận Vouziers. Độ cao trung bình là 124 m.

## Hành chính
| Giai đoạn | Ủy viên         | Đảng | Tư cách |
| --------- | --------------- | ---- | ------- |
| 2004      | Clément Servais | UMP  |         |

## Các đơn vị hành chính
Tổng Vouziers gồm 15 xã với dân số 6 956 người (điều tra năm 1999, dân số không tính trùng)
| Xã                | Dân số | Mã bưu chính | Mã insee |
| ----------------- | ------ | ------------ | -------- |
| Ballay            | 245    | 08400        | 08045    |
| Bourcq            | 70     | 08400        | 08077    |
| Contreuve         | 73     | 08400        | 08130    |
| La Croix-aux-Bois | 137    | 08400        | 08135    |
| Falaise           | 326    | 08400        | 08164    |
| Grivy-Loisy       | 191    | 08400        | 08200    |
| Longwé            | 82     | 08400        | 08259    |
| Mars-sous-Bourcq  | 54     | 08400        | 08279    |
| Quatre-Champs     | 189    | 08400        | 08350    |
| Sainte-Marie      | 67     | 08400        | 08390    |
| Terron-sur-Aisne  | 114    | 08400        | 08443    |
| Toges             | 94     | 08400        | 08453    |
| Vandy             | 212    | 08400        | 08461    |
| Vouziers          | 4 742  | 08400        | 08490    |
| Vrizy             | 360    | 08400        | 08493    |

## Thông tin nhân khẩu
| 1962                                                     | 1968  | 1975  | 1982  | 1990  | 1999  |
| -------------------------------------------------------- | ----- | ----- | ----- | ----- | ----- |
| 6 626                                                    | 7 287 | 7 366 | 7 131 | 7 065 | 6 956 |
| Nombre retenu à partir de 1962 : dân số không tính trùng |       |       |       |       |       |

## Voir aussi
- Ardennes
- Quận của Ardennes
- Tổng của Ardennes
- Xã của Ardennes
- Danh sách tổng ủy viên hội đồng Ardennes